# Copa do Mundo de Críquete de 1999
A Copa do Mundo de Críquete de 1999 foi a sétima edição do torneio e foi realizada na Inglaterra, Escócia, Irlanda, Países Baixos e País de Gales.

## Países Participantes
| África                              | Américas            | Ásia                                         | Europa                 | Oceania                     |
| ----------------------------------- | ------------------- | -------------------------------------------- | ---------------------- | --------------------------- |
| - África do Sul - Zimbabwe - Quênia | - Índias Ocidentais | - Bangladesh - Índia - Paquistão - Sri Lanka | - Inglaterra - Escócia | - Austrália - Nova Zelândia |

## Resultados

### Grupo A
| Time          | J | V | D | SR | E | PLC   | Pts | PTA |
| ------------- | - | - | - | -- | - | ----- | --- | --- |
| África do Sul | 5 | 4 | 1 | 0  | 0 | 0.86  | 8   | 2   |
| Índia         | 5 | 3 | 2 | 0  | 0 | 1.28  | 6   | 0   |
| Zimbabwe      | 5 | 3 | 2 | 0  | 0 | 0.02  | 6   | 4   |
| Inglaterra    | 5 | 3 | 2 | 0  | 0 | −0.33 | 6   | N/D |
| Sri Lanka     | 5 | 2 | 3 | 0  | 0 | −0.81 | 4   | N/D |
| Quênia        | 5 | 0 | 5 | 0  | 0 | −1.20 | 0   | N/D |

### Grupo B
| Time              | J | V | D | SR | E | PLC   | Pts | PTA |
| ----------------- | - | - | - | -- | - | ----- | --- | --- |
| Paquistão         | 5 | 4 | 1 | 0  | 0 | 0.51  | 8   | 4   |
| Austrália         | 5 | 3 | 2 | 0  | 0 | 0.73  | 6   | 0   |
| Nova Zelândia     | 5 | 3 | 2 | 0  | 0 | 0.58  | 6   | 2   |
| Índias Ocidentais | 5 | 3 | 2 | 0  | 0 | 0.50  | 6   | N/D |
| Bangladesh        | 5 | 2 | 3 | 0  | 0 | −0.52 | 4   | N/D |
| Escócia           | 5 | 0 | 5 | 0  | 0 | −1.93 | 0   | N/D |

### Super 6
| Time          | J | V | D | SR | E | PLC   | Pts | PTA |
| ------------- | - | - | - | -- | - | ----- | --- | --- |
| Paquistão     | 5 | 3 | 2 | 0  | 0 | 0.65  | 6   | 4   |
| Austrália     | 5 | 3 | 2 | 0  | 0 | 0.36  | 6   | 0   |
| África do Sul | 5 | 3 | 2 | 0  | 0 | 0.17  | 6   | 2   |
| Nova Zelândia | 5 | 2 | 2 | 1  | 0 | −0.52 | 5   | 2   |
| Zimbabwe      | 5 | 2 | 2 | 1  | 0 | −0.79 | 5   | 4   |
| Índia         | 5 | 1 | 4 | 0  | 0 | −0.15 | 2   | 0   |

### Fase final
|  | Semifinal                                             | Semifinal |       |  | Final                                        | Final |  |
|  |                                                       |           |       |  |                                              |       |  |
|  | 16 de Junho – Old Trafford Cricket Ground, Manchester |           |       |  |                                              |       |  |
|  | Nova Zelândia                                         | 241/7     |       |  |                                              |       |  |
|  | Paquistão                                             | 242/1     |       |  |                                              |       |  |
|  |                                                       |           |       |  |                                              |       |  |
|  |                                                       |           |       |  | 20 de Junho – Lord's Cricket Ground, Londres |       |  |
|  |                                                       |           |       |  | Paquistão                                    | 132   |  |
|  |                                                       | Austrália | 133/2 |  |                                              |       |  |
|  |                                                       |           |       |  |                                              |       |  |
|  |                                                       |           |       |  |                                              |       |  |
|  |                                                       |           |       |  |                                              |       |  |
|  | 17 de Junho – Edgbaston Cricket Ground, Birmingham    |           |       |  |                                              |       |  |
|  | Austrália                                             | 213       |       |  |                                              |       |  |
|  | África do Sul                                         | 213       |       |  |                                              |       |  |